# Magnolia figo
Espèce
Statut de conservation UICN

 LC  : Préoccupation mineure
Magnolia figo est une espèce de plantes à fleurs de la famille des Magnoliaceae. C'est un arbuste originaire de Chine.

## Description
C'est un arbuste de 3 à 4 m de hauteur.

## Répartition et habitat
C'est un plante originaire de Chine.

## Liste des espèces et variétés
Selon World Checklist of Selected Plant Families (WCSP) (31 décembre 2013) :
- Magnolia figo (Lour.) DC. (1817)
  - variété Magnolia figo var. crassipes (Y.W.Law) Figlar & Noot. (2004)
  - variété Magnolia figo var. figo
  - variété Magnolia figo var. skinneriana (Dunn) Noot. (2008)

Selon NCBI (31 décembre 2013) :
- variété Magnolia figo var. figo

Selon The Plant List (8 mars 2016) :
- variété Magnolia figo var. crassipes (Y.W.Law) Figlar & Noot.
- variété Magnolia figo var. figo
- variété Magnolia figo var. skinneriana (Dunn) ined.

Selon Tropicos (31 décembre 2013) (Attention liste brute contenant possiblement des synonymes) :
- variété Magnolia figo var. crassipes (Y.W. Law) Figlar & Noot.
- variété Magnolia figo var. figo
- variété Magnolia figo var. skinneriana (Dunn) Noot.